# Spirostreptus typotopyge
Spirostreptus typotopyge är en mångfotingart som beskrevs av Henri W. Brölemann 1905. Spirostreptus typotopyge ingår i släktet Spirostreptus och familjen Spirostreptidae. Inga underarter finns listade i Catalogue of Life.